# 蒂亞巴
蒂亞巴是西非國家科特迪瓦的村落，由潟湖區負責管轄，位於首都阿比讓以西100公里，處於達布和大拉烏之間，是該國的旅遊熱點，居民人數約4,000。